# Lijst van nummer 1-hits in de Verrukkelijke 15 in 2021
Deze nummers stonden in 2021 op nummer 1 in de Verrukkelijke 15.
| Nummer | Datum        | Artiest                   | Titel                     |
| ------ | ------------ | ------------------------- | ------------------------- |
| 152    | 3 januari    | Matt Berninger            | One More Second           |
|        | 10 januari   | Matt Berninger            | One More Second           |
|        | 17 januari   | Matt Berninger            | One More Second           |
| 153    | 24 januari   | Celeste                   | Love Is Back              |
|        | 31 januari   | Celeste                   | Love Is Back              |
| 154    | 7 februari   | Wies                      | Barman                    |
|        | 14 februari  | Wies                      | Barman                    |
| 155    | 21 februari  | Foo Fighters              | Waiting on a War          |
|        | 28 februari  | Foo Fighters              | Waiting on a War          |
| 156    | 7 maart      | DeWolff                   | Half of Your Love         |
|        | 14 maart     | DeWolff                   | Half of Your Love         |
|        | 21 maart     | DeWolff                   | Half of Your Love         |
| 157    | 28 maart     | Orange Skyline            | Shine On                  |
| 158    | 11 april     | Balthazar                 | Linger On                 |
| 159    | 18 april     | Bertolf                   | Back to the Garden        |
| 160    | 25 april     | Komodo                    | Easy Prey                 |
|        | 2 mei        | Komodo                    | Easy Prey                 |
| 161    | 9 mei        | PM Warson                 | (Don't) Hold Me Down      |
| 160    | 16 mei       | Komodo                    | Easy Prey                 |
| 162    | 23 mei       | Jett Rebel                | Love Right Now            |
|        | 30 mei       | Jett Rebel                | Love Right Now            |
|        | 6 juni       | Jett Rebel                | Love Right Now            |
| 163    | 13 juni      | Navarone                  | Can't Love                |
|        | 20 juni      | Navarone                  | Can't Love                |
|        | 27 juni      | Navarone                  | Can't Love                |
| 164    | 4 juli       | Super db                  | Wait for Me               |
|        | 18 juli      | Super db                  | Wait for Me               |
| 165    | 25 juli      | Son Mieux                 | Drive                     |
| 166    | 1 augustus   | S10                       | Adem Je In                |
| 167    | 8 augustus   | Melle                     | Run Run                   |
|        | 15 augustus  | Melle                     | Run Run                   |
| 168    | 22 augustus  | Villagers                 | So Simpatico              |
| 169    | 29 augustus  | Foo Fighters              | Making a Fire             |
| 170    | 5 september  | Jett Rebel                | Behave                    |
| 168    | 12 september | Villagers                 | So Simpatico              |
|        | 19 september | Villagers                 | So Simpatico              |
| 171    | 26 september | Novastar                  | Deep Are The Eyes         |
|        | 3 oktober    | Novastar                  | Deep Are The Eyes         |
| 172    | 10 oktober   | The War on Drugs & Lucius | I Don't Live Here Anymore |
| 173    | 17 oktober   | Voltage                   | How Lucky Am I            |
|        | 24 oktober   | Voltage                   | How Lucky Am I            |
| 174    | 31 oktober   | Sam Fender                | Get You Down              |
| 175    | 7 november   | Elbow                     | The Seldom Seen Kid       |
|        | 14 november  | Elbow                     | The Seldom Seen Kid       |
| 176    | 21 november  | Michael Kiwanuka          | Beautiful Life            |
|        | 28 november  | Michael Kiwanuka          | Beautiful Life            |
| 177    | 5 december   | Bazart & S10              | Onderweg                  |
|        | 12 december  | Bazart & S10              | Onderweg                  |